# Cayo Herennio Capela
Cayo Herennio Capela (en latín: Gaius Herennius Capella) fue un senador romano que desarrolló su cursus honorum entre el último cuarto del siglo I y el primer cuarto del siglo II, bajo los imperios de Domiciano, Nerva, Trajano y Adriano.

## Carrera
Su único cargo conocido fue el de consul suffectus en el nundinum comprendido entre los meses de noviembre y diciembre de 119, bajo Adriano.